# 4315 Пронік
4315 Пронік (4315 Pronik) — астероїд головного поясу, відкритий 24 вересня 1979 року.
Тіссеранів параметр щодо Юпітера — 3,134.